# Aeroporto di Herzliya
L'Aeroporto di Herzliya (in ebraico: שְׂדֵה הַתְּעוּפָה הֶרְצְלִיָּה;in arabo: مطار هرتسيليا) è un aeroporto situato nella città di Herzliya in Israele.
L'aeroporto è utilizzato principalmente dalle scuole di volo e dall'aviazione generale. Non possiede un terminal.